# Calliandra goldmanii
Calliandra goldmanii är en ärtväxtart som beskrevs av Rupert Charles Barneby. Calliandra goldmanii ingår i släktet Calliandra och familjen ärtväxter. Inga underarter finns listade i Catalogue of Life.